# زرد (فیلم ۲۰۱۴)
«زرد» (انگلیسی: Yellow (2014 film)) یک فیلم است که در سال ۲۰۱۴ منتشر شد.